# Бульварный роман

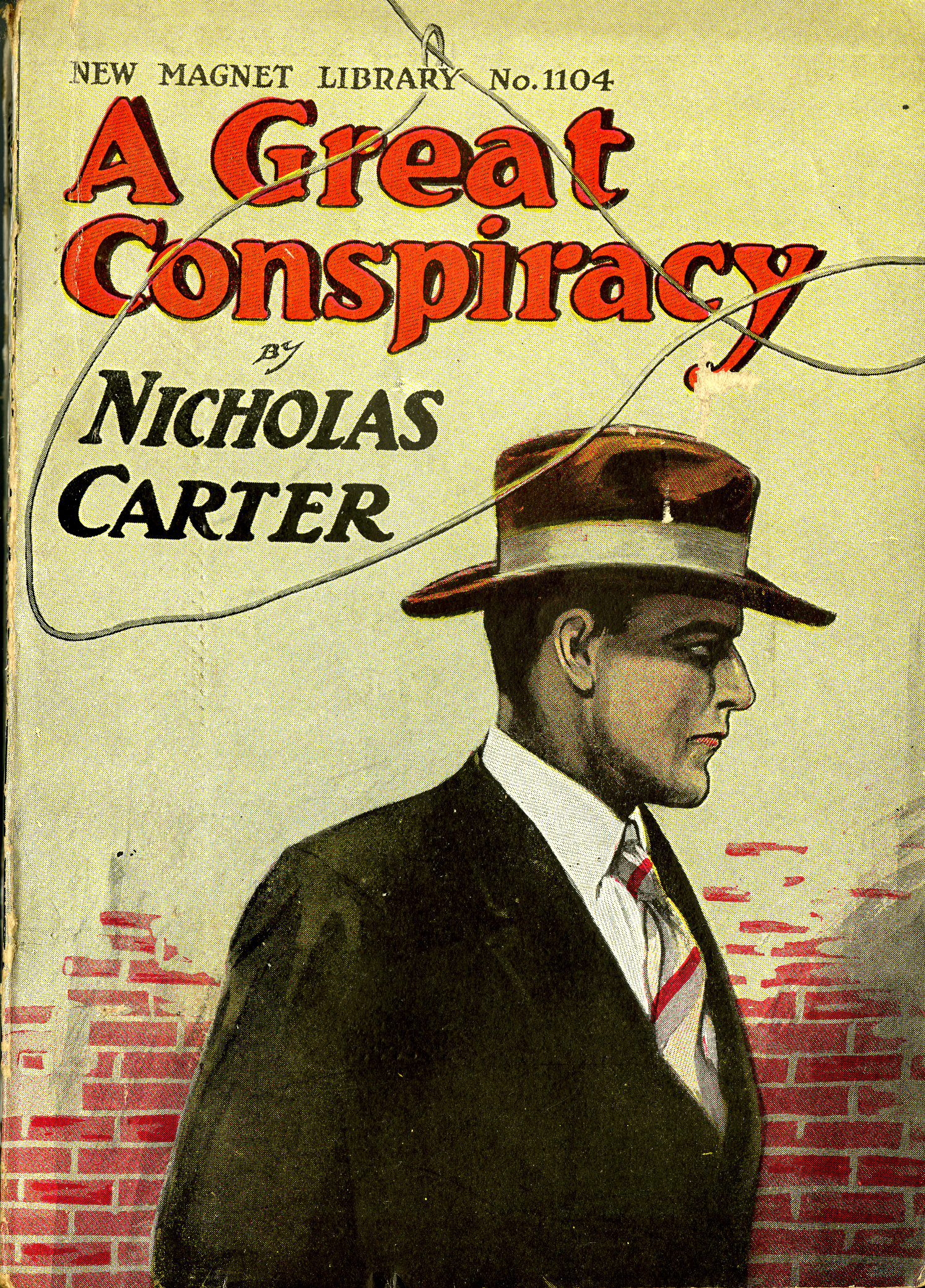
Обложка американской книги о Нике Картере, начало XX века.

Бульварный роман (также бульварная литература, бульварное чтиво) — жанр массовой литературы, повествовательные книги без художественного и культурного значения. 
В другом источнике указано что словосочетание Бульварная литература, термин не имеющий точного литературоведческого значения; существенным признаком её является её общественно-психологическая природа, а не те или иные формально-эстетические особенности. Бульварные романы пишутся и издаются в расчёте на непритязательный вкус массового читателя, обычно содержат завлекательную интригу, полны занимательных эффектов, мелодраматизма, описаний преступлений и любовных приключений. Против бульварной литературы резко выступал Шолом-Алейхем, в особенности авторства родоначальника бульварного романа в жаргонной литературе Шомера («Schomers mispot»).

## История
Изобретение бульварного романа обычно связывают с именем французского писателя Эжена Сю, романы которого «Вечный жид» и «Парижские тайны» считаются предтечами жанра. В чистом виде бульварный роман начался с творчества Ксавье де Монтепена, который сочинил гигантское количество уголовно-авантюрных романов.
Со второй половины XIX века бульварные романы обретают широкую популярность, печатаются по частям в массовых газетах, издаются как бесплатные приложения к журналам, распространяются в виде отдельных дешёвых книг. Сюжеты бульварных романов часто напоминают страницу происшествий в городской газете, героями являются сыщики, воры, проститутки, бизнесмены, местами действия — притоны, дома миллионеров, по словам Литературной энциклопедии, «зловещее дно города и его раззолоченная пена». Типичный бульварный роман также включает непристойности, иногда доходящие до порнографии.
В России элементы бульварного романа появились в XVIII веке в произведениях о Ваньке-Каине, но собственно жанр был заимствован в XIX веке на Западе.

## Происхождение названия
Название «бульварное искусство» пришло из театра: когда в XVII—XVIII веках на парижском бульваре дю Тампль возникли частные театры, их возможности в выборе пьес были ограничены правом дирекции привилегированного королевского театра Комеди Франсез отбирать лучшие новые пьесы для своей труппы. Для привлечения зрителей бульварные театры стали ориентироваться на низкий вкус обывателей и развлекательный репертуар с долей эротики. Со временем обобщённое название произведений бульварных драматургов стало нарицательным. Российский журнал «Современник» так характеризовал это творчество: «Авторы без мыслей и без убеждений усиливались занять публику сценическими эффектами, машинами, декорациями, внезапными переменами обстановки, балетами, разрушениями и самыми беспощадными кораблекрушениями…Теперешней парижской публике не до литературы. Она занята биржевыми делами, не ищет убеждений, не жаждет попасть на серьезный предмет для размышления, а довольствуется тем, что её забавляют».

## В современной России
«Виднейшим представителем» бульварной литературы в России называют[кто?] Дарью Донцову[значимость факта?].